# Лай Циндэ
Лай Циндэ́ (иер. 賴清德, севернокит. Lài Qīngdé, хокло Luā Tshing-tik), также известный как Уильям Лай (англ. William Lai; род. 6 октября 1959) — тайваньский политический и государственный деятель, президент Китайской Республики с 20 мая 2024 года, после победы на президентских выборах 2024 года.
Вице-президент Китайской Республики (2020—2024), председатель «Демократической прогрессивной партии» (с 2023). Ранее занимал должности премьер-министра Китайской Республики (2017—2019) и мэра города Тайнань (2010—2017). Также был членом Законодательного Юаня с 1999 по 2010 год.

## Юность и образование
Лай Циндэ родился 6 октября 1959 года в Ваньли, прибрежном городке в северной части уезда Тайбэй, ходил в школу в городе Тайбэй, затем учился медицине в Национальном университете Чэнгун в городе Тайнань и Национальном университете Тайваня в Тайбэе, специализировался на реабилитации. Позднее Лай получил на степень магистра в Гарвардской школе общественного здравоохранения, с последующей стажировкой в больнице при Национальном университете Чэнгун. Он стал экспертом по повреждениям спинного мозга и служил консультантом национального уровня для таких травм.

## Парламентская карьера (1996—2010)
В 1994 году Лай работал в группе поддержки Чэнь Диннаня во время его неудачной избирательной кампании на пост губернатора провинции Тайвань, после чего Лай решил сам заняться политикой. В 1996 году участвовал в выборах представителей в Национальное Собрание Китайской Республики, получил там место представляя город Тайнань. Вступив в центристскую фракцию «Новая волна» Демократической прогрессивной партии, в 1998 году был избран депутатом в Законодательный Юань от второго округа Тайнаня, впоследствии трижды переизбирался в 2001, 2004, и 2008 годах, всего прослужив депутатом Законодательного Юаня 11 лет.

## Пост мэра Тайнаня (2010—2017)
С 2010 года во время административной реформы в Тайване город Тайнань и уезд Тайнань были объединены в единый муниципалитет, город центрального подчинения Тайнань. В том же году Лай победил на праймериз Демократической прогрессивной партии и участвовал в выборах мэра Тайнаня 27 ноября, победив с результатом 60,41 % кандидата от Гоминьдан Го Тяньцай. 25 декабря 2010 года Лай вступил в должность.
Лай хорошо показал себя на мэрских выборах, завоевал ключевой для ДПП южный город Тайнань, а также был сравнительно молод — из-за всех этих факторов его считали потенциальным кандидатов на президентских выборах 2016 года. Согласно опросу от 2013 года, Лай был самым популярным из 22 мэров и уездных глав на Тайване с рейтингом одобрения 87 %.
В 2014 году Лай был переизбран мэром Тайнаня. Он набрал 72,90 % голосов, победив Хуан Сюшуан из Гоминьдана с отрывом в 45 % — самым большим на местных выборах 2014 года.

## Премьер-министр Тайваня (2017—2019)
3 сентября 2017 года премьер-министр Линь Цюань подал прошение об отставке президенту Цай Инвэнь, которую та неохотно приняла. Проведённый накануне опрос показал, что рейтинг одобрения Линя составляет всего 28,7 %, при этом 6 из 10 респондентов недовольны работой его кабинета. 5 сентября президент Цай объявила на пресс-конференции, что Уильям Лай станет следующим главой Исполнительного Юаня.
Лай вступил в должность 8 сентября в качестве 49-го премьер-министра Китайской Республики. 17 сентября, после назначения Лая на пост премьер-министра рейтинг одобрения президента Цай подскочил на 16 % пунктов по сравнению с предыдущим месяцем, составив 46 %. Лай впервые выступил в качестве премьер-министра в Законодательном Юане 26 сентября, где заявил: «я — политик, выступающий за независимость Тайваня», но также что "мы уже являемся независимым суверенным государством, которое называется «Китайская Республика», нам не нужна отдельная декларация независимости. Лай выражал умеренную позицию в отношении независимости Тайваня, в июне 2017 года он предложил принцип «сотрудничать с Китаем и любить Тайвань». Он также не выразил желания баллотироваться против Цай Инвэнь на президентских выборах 2020 года. В то же время 28 сентября 2017 года малопопулярная тайваньская Новая партия, выступающая с про-пекинских позиций и резко против независимости Тайваня, призвала Гоминьдан совместно с ней подать официальную жалобу на премьер-министра Лая за «подстрекательство к мятежу».
2 октября Лай посетил тяжело больного бывшего президента Чэнь Шуйбяня и бывшего премьер-министра Чжан Цзюньсюна. Бывший премьер выразил озабоченность проблемой наркотиков на Тайване, после чего Лай заверил, что наказания за преступления, связанные с наркотиками, буду ужесточены, а власти должны удвоить свои усилия по расследованию и изъятию незаконных веществ.
В опросе общественного мнения 17 октября 2017 года сообщалось, что Лай получил одобрение от 68,8 % респондентов, 23 % выразили недовольство. Критики говорили, что его популярность может быть недолгой из-за его неясной позиции по вопросу о независимости Тайваня, однако 20 октября Лай в ответ на комментарии главы КНР Си Цзиньпина по поводу политики «одного Китая» и консенсуса 1992 года, высказанные им на 19-м Национальном конгрессе КПК, Лай сказал, что правительство Тайваня, следуя указаниям президента Цай Инвэнь, выполнит свое обещание не менять статус-кво между двумя соседями и не уступать давлению со стороны Пекина, которое выражается в военном запугивании и международной блокаде.
7 декабря Лай заявил, что Исполнительный Юань должен создать специальную комиссию для осуществления правосудия переходного периода, раскрытия исторических фактов, удаления символов авторитаризма и расследования политических преследований. «Создание [комиссии] должно быть завершено в кратчайшие сроки, чтобы оправдать ожидания общества в отношении правосудия переходного периода и примирения», — сказал Лай.
31 августа 2018 года Лай заявил, что планирует сделать английский официальным языком Тайваня в 2019 году, однако на данный момент этого не случилось.
После неудачи ДПП на местных выборах в ноябре 2018 года, Лай объявил, что подаст прошение об отставке. Он согласился отложить роспуск кабинета до принятия Законодательным Юанем бюджета в январе 2019 года. Кабинет Лая подал в отставку 11 января 2019 года.

## Первая президентская кампания (2019—2020)
18 марта 2019 года Лай Циндэ зарегистрировался в президентских праймериз Демократической прогрессивной партии, заявив, что он может взять на себя ответственность возглавить Тайвань в защите от аннексии Китаем. Это первый случай в истории Тайваня, когда действующему президенту был брошен серьёзный вызов во внутрипартийных праймериз. Цай Инвэнь получила на праймериз 35,67 % голосов, Лай же проиграл с 27,48 %.
В ноябре 2019 года Лай принял предложение Цай Инвэнь выдвинуться с ней на выборы 2020 года в качестве кандидата в вице-президенты. 20 мая 2020 Цай Инвэнь была переизбрана с результатов в 57 % голосов.
| Партия                    | Партия                               | Кандидат                  | Кандидат                  | Всего голосов | Процент | Процент |
| ------------------------- | ------------------------------------ | ------------------------- | ------------------------- | ------------- | ------- | ------- |
| Партия                    | Партия                               | Президент                 | Вице-президент            | Всего голосов | Процент | Процент |
|                           | Демократическая прогрессивная партия | Цай Инвэнь                | Лай Циндэ                 | 8,170,231     | 57.13 % |         |
|                           | Гоминьдан                            | Хань Гоюй                 | Чжан Шанчжэнь             | 5,522,119     | 38,61 % |         |
|                           | Первая народная партия               | Джеймс Сун                | Сандра Юй                 | 608,590       | 4,26 %  |         |
| Общее                     | Общее                                | Общее                     | Общее                     | 14,300,940    | 100 %   | 100 %   |
| Действительные голоса     | Действительные голоса                | Действительные голоса     | Действительные голоса     | 14,300,940    | 98.87 % | 98.87 % |
| Недействительные голоса   | Недействительные голоса              | Недействительные голоса   | Недействительные голоса   | 163,631       | 1.13 %  | 1.13 %  |
| Количество голосов / явка | Количество голосов / явка            | Количество голосов / явка | Количество голосов / явка | 14,464,571    | 74.90 % | 74.90 % |
| Правомочные избиратели    | Правомочные избиратели               | Правомочные избиратели    | Правомочные избиратели    | 19,311,105    |         |         |

## Вице-президент Китайской Республики (2020—2024)
Во время своего вице-президентства Лай был специальным посланником президента Цай Инвэнь в Гондурасе на инаугурации президента Сиомара Кастро в январе 2022 года.
После убийства бывшего премьер-министра Японии Синдзо Абэ он совершил частную поездку в Токио, чтобы засвидетельствовать своё почтение, и стал самым высокопоставленным должностным лицом Тайваня, посетивший Японию за последние пять десятилетий.
В ноябре 2022 года Лай привёл представителей тайваньских туристических агентств и отраслевых ассоциаций на Палау для развития сотрудничества между двумя странами.

## Вторая президентская кампания (2023—2024)
В ноябре 2022 года президент Цай Инвэнь ушла с поста лидера ДПП после второй подряд неудачи партии на местных выборах. Лай официально зарегистрировался в качестве кандидата на выборах председателя ДПП в декабре. Поскольку Лай был единственным баллотирующимся внутрипартийным кандидатом, он стал новым председателем ДПП в 2023 году.
В марте 2023 года Лай зарегистрировался как единственный кандидат в праймериз ДПП для президентских выборов в 2024 году, и в апреле был официально выдвинут правящей партией.
В случае своего избрания Лай Циндэ пообещал поддерживать мир в Индо-Тихоокеанском регионе, укреплять торгово-экономические связи с другими странами и защищать национальный суверенитет: «Если Китай начнет вторжение, мы должны быть в состоянии защитить нашу страну».
Лай пообещал ежегодный рост ВВП Тайваня «не менее 3,5 %». Отвечая на просьбы некоторых предпринимателей усилить привлечение мигрантов из стран Юго-Восточной Азии и Китая, Лай призвал проявить осторожность, учитывать интересы разных сторон, а также сказал, что «по мнению профсоюзов, нехватка рабочей силы связана с нежеланием бизнеса предоставлять конкурентные зарплаты». Лай заявил, что не стоит разрешать молодым китайцам работать на Тайване, потому что это означает «решить проблему с безработицей в Китае за счёт будущего тайваньской молодёжи».
Лай заявил, что он будет поддерживать и расширять сферу использования национальных языков Тайваня, включая хокло (тайваньский язык), хакка, языки коренных народов.
На президентские выборы 13 января 2024 года Лай шёл вместе с Сьяу Бикхим, до этого бывшей представительницей Тайваня в США, которая зарегистрировалась в качестве кандидата в вице-президенты. Они победили на выборах, набрав 40,42 % голосов. Инаугурация состоялась 20 мая 2024 года.

## Оценки
Вошёл в список ста самых влиятельных людей планеты за 2024 год в разделе «Лидеры», по версии журнала TIME.